# Anoplodactylus lineatus
Anoplodactylus lineatus is een zeespin uit de familie Phoxichilidiidae. De soort behoort tot het geslacht Anoplodactylus. Anoplodactylus lineatus werd in 1991 voor het eerst wetenschappelijk beschreven door Nakamura & Child. 